# ماركة كيوبيد
ماركة كوبيس هو فيلم غربي أمريكي صامت من انتاج عام 1921, أخرجه رولاند في لي. الحاصلين على دور البطولة بهذا الفيلم هم جاك هوكسي, ويلبر ماكجو ومينيون أندرسون . 

## المشاركين في الفيلم
- جاك هوكسي في دور ريس وارتون
- ويلبر ماكجو في دور سبايك كراودر
- تشارلز فورس في دور "الثور" ديفلين
- مينيون أندرسون في دور نيفا هيدن
- وليام داير في دور سليد كروسبي
- ال فان سيكلن في دور ستيف هيدين

## روابط خارجية
- ماركة كيوبيد  في قاعدة بيانات الأفلام على الإنترنت (بالإنجليزية)